# Castel Focognano
Castel Focognano är en ort och kommun i provinsen Arezzo i regionen Toscana i Italien. Kommunen hade 3 092 invånare (2018).